# Uhrenarmband

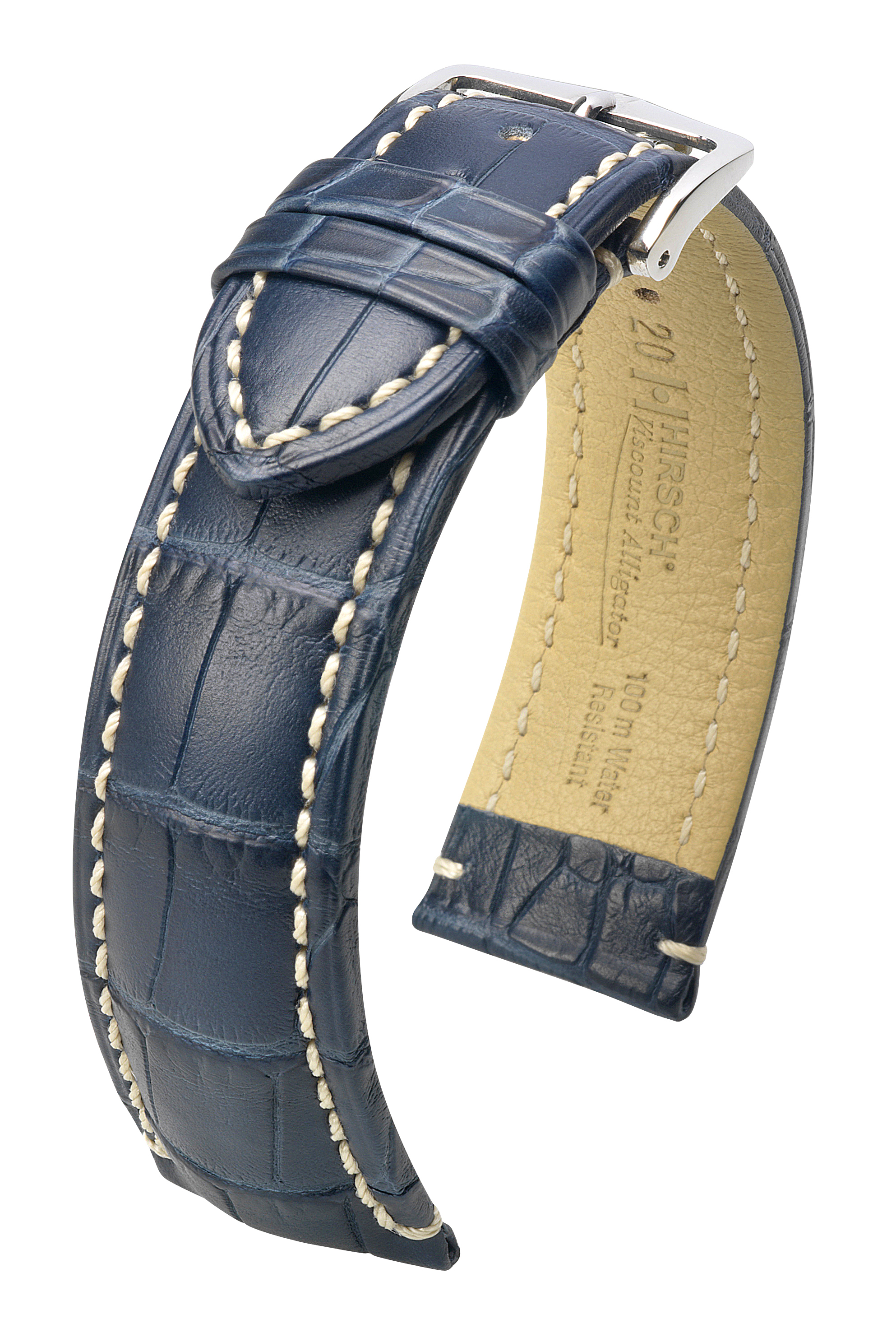
Armband für Uhren (Viscount blau)

Ein Uhrenarmband oder Uhrarmband ist ein Armband, das es ermöglicht, eine Armbanduhr am Handgelenk zu tragen. Es wird aus verschiedenen Materialien, vor allem aus Leder, Metall, Kautschuk oder Kunststoff hergestellt.

## Funktion und Bedeutung von Uhrenarmbändern
Armbänder haben schon immer die unterschiedlichsten Funktionen im Leben und in der Kultur von Menschen erfüllt: So waren Silberringe, als Armband getragen, ein Zahlungsmittel. Armbänder wurden auch seit jeher dazu benützt, den Rang einer Persönlichkeit zu kennzeichnen, um Stärke und Macht zu demonstrieren. Das Armband dient jedoch vor allem als Körperschmuck. Auch Uhrenarmbänder haben, neben ihrer Hauptfunktion – der Befestigung der Uhr am Handgelenk –, als Schmuckstück eine hohe Bedeutung.
Für Taucheruhren ist die Wasserfestigkeit von großer Bedeutung und dies kann auch mit Leder realisiert werden, indem nur Oberleder handgenäht wird und die Kanten nicht versiegelt werden, damit das Wasser aus dem Leder austreten kann. Dies wurde schon früher bei den Uhren der Militärtaucher benutzt und wird heutzutage für modernen Taucheruhren in Handarbeit hergestellt.
Armbänder für Uhren können außerdem mittlerweile mit zusätzlichen Funktionen ausgestattet werden wie beispielsweise das „Identification Armband“. Auf so einem Armband werden persönliche Daten, Zutrittsberechtigungen oder Geldwerte gespeichert.

## Materialien für Uhrenarmbänder

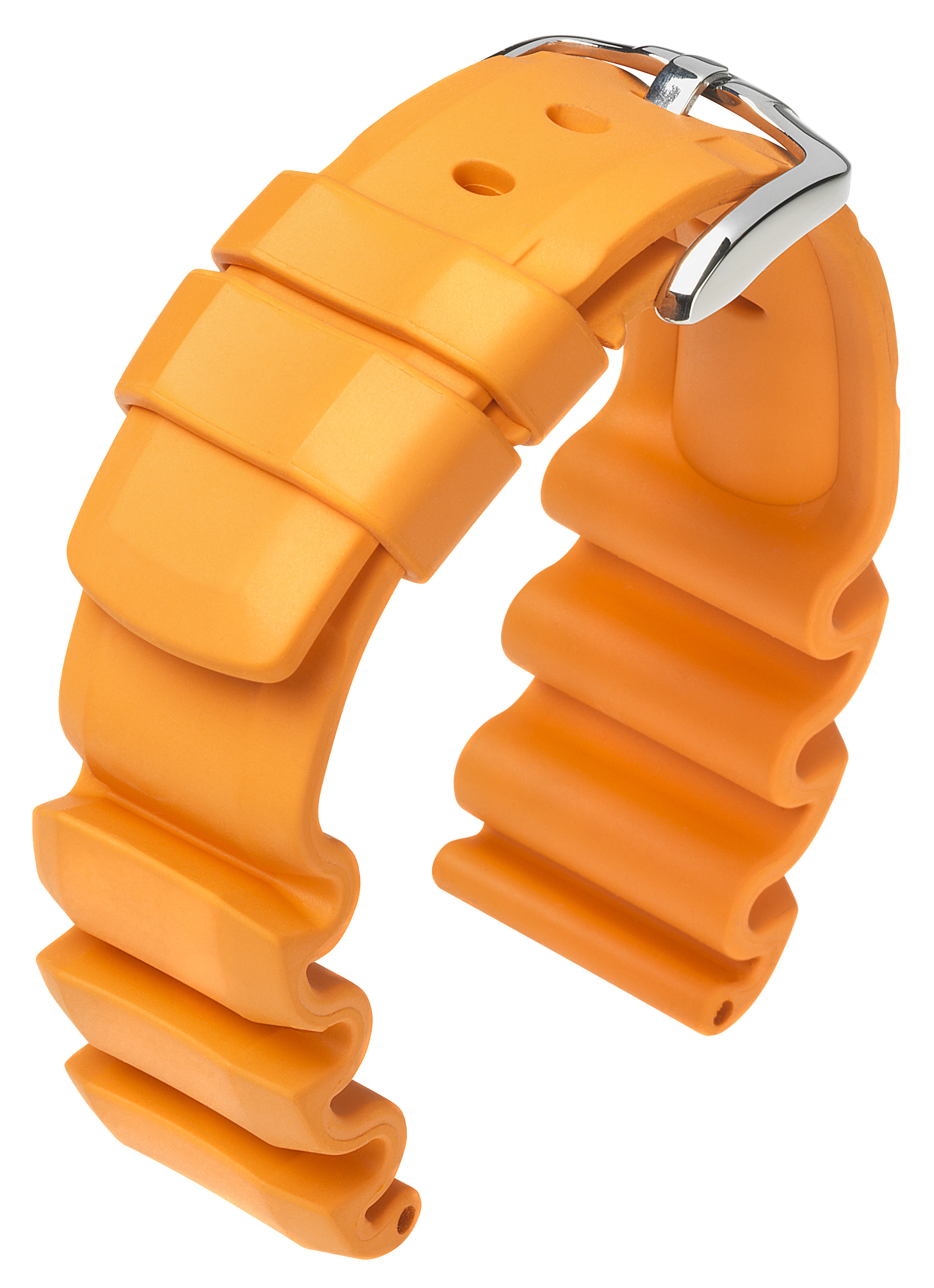
Armband aus Kautschuk (Extreme)

Uhrenarmbänder werden aus verschiedenen Materialien hergestellt. So gibt es Armbänder aus Metall oder synthetischen Materialien. Eine neuere Entwicklung sind Armbänder aus bearbeitetem Naturkautschuk, die hochelastisch und gleichzeitig extrem stabil, wasserfest und hautfreundlich sind.
Es gibt aber mittlerweile auch Armbänder aus Leder, die extrem wasserfest sind. Durch die Erfindung der Rembordier-Technologie (fugenlose Verbindung von Ober- und Futterleder) ist es möglich, auch luxuriöse Lederarmbänder mit sehr hoher Wasserbeständigkeit zu fertigen.
Leder ist überhaupt nach wie vor das wichtigste Material in der Uhrenarmbandindustrie.

### Leder

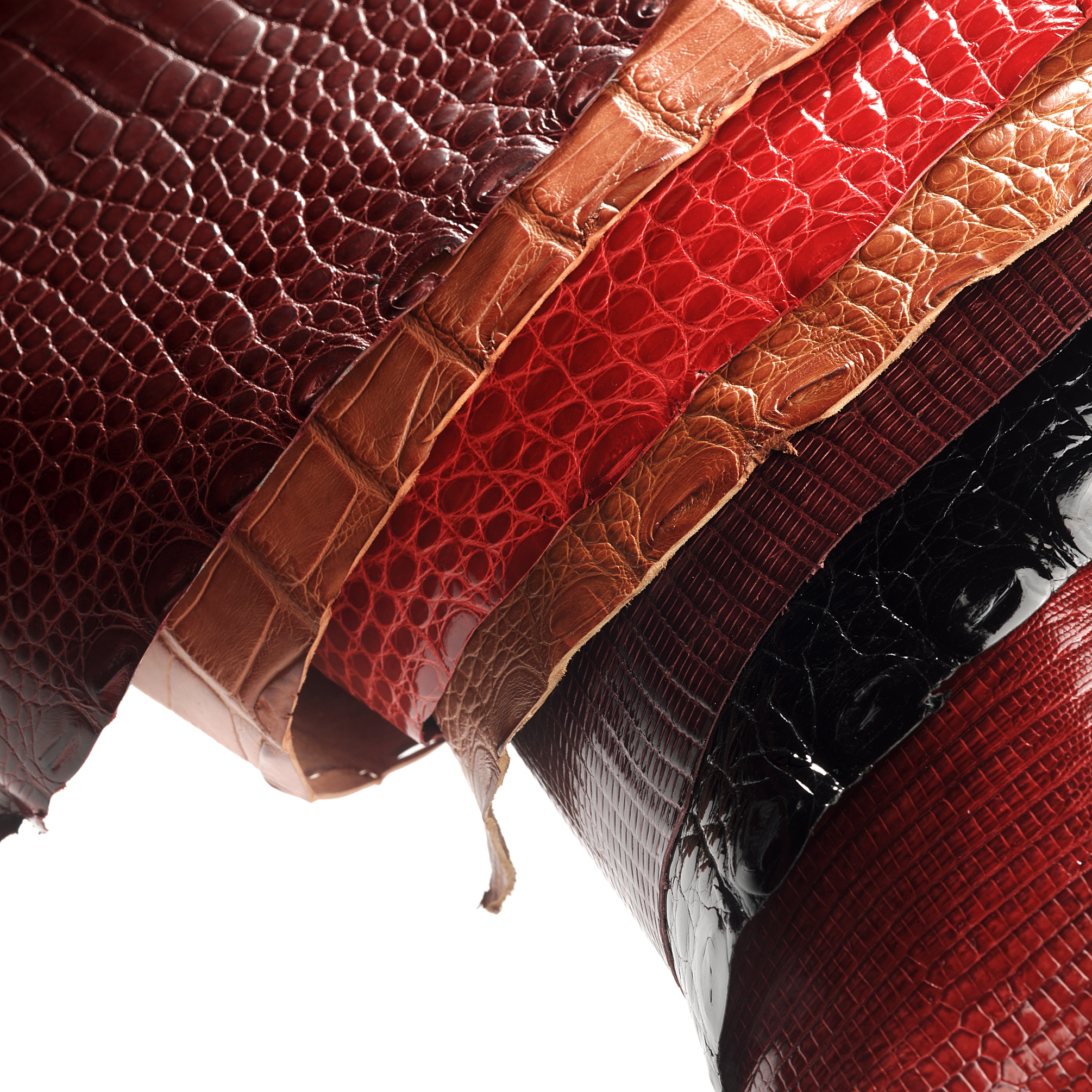
Oberleder

Nappa-Leder ist ein besonders weiches und glattes, chromgegerbtes Leder. Ursprünglich wurde der Begriff Nappa-Leder verwendet, um Handschuh- und Bekleidungsleder zu deklarieren. Heute ist Nappa-Leder ein Sammelbegriff für speziell geschmeidiges Leder aus verschiedensten Tierhäuten, das für sämtliche Verwendungszwecke eingesetzt wird.
Nubuk ist die Bezeichnung für feines Leder, das auf der Narbenseite leicht angeschliffen ist und dadurch einen samtartigen Charakter erhält. Nubuk hat eine weiche, offene Oberfläche. Es kann unterschiedlich hell und dunkel aussehen, wenn z. B. mit der Hand darüber gestrichen wird. Für Nubukleder werden feine Kalbs- oder Rindshäute verwendet.
Velours ist ein Sammelbegriff für Ledersorten mit aufgerauter Oberfläche. Im Gegensatz zu Nubuk wird jedoch dabei die Rückseite = Fleischseite angeschliffen. Es wird auch als Wildleder bezeichnet. Velours-Leder ist nicht so beständig aber dafür weicher als voll-narbiges Leder.
Als preziöse Leder, auch als Echtmaterialien bezeichnet, gelten Kalbleder, Schafleder, Ziegenleder und Schweinsleder.
Exotische Preziösechtlederarten, beziehungsweise exotische Echtmaterialien,  sind Alligator, Krokodil, Eidechse, Wasserschlange (Aqualino), Hai, Strauß und Rochen. Um dem unkontrollierten Handel mit gefährdeten Arten einen Riegel vorzuschieben, wurde im Jahr 1973 die Convention on International Trade in Endangered Species of Wild Fauna and Flora, kurz CITES, unterzeichnet, der inzwischen 158 UNO-Mitgliedsstaaten beigetreten sind. Jedes Fell aus kontrollierten Beständen verfügt über einen eigenen CITES Nummernanhänger. Dieser bleibt bis zum letzten Importland auf dem Fell angebracht. Mit der gleichen Nummer wird ein CITES-Zertifikat für jedes einzelne Produkt ausgestellt, das aus diesem Fell gefertigt wurde. So können z. B. auch Armbänder ausschließlich mit diesem Zertifikat bezogen und verkauft werden.

#### Bestandteile der Uhrenarmbänder aus Leder

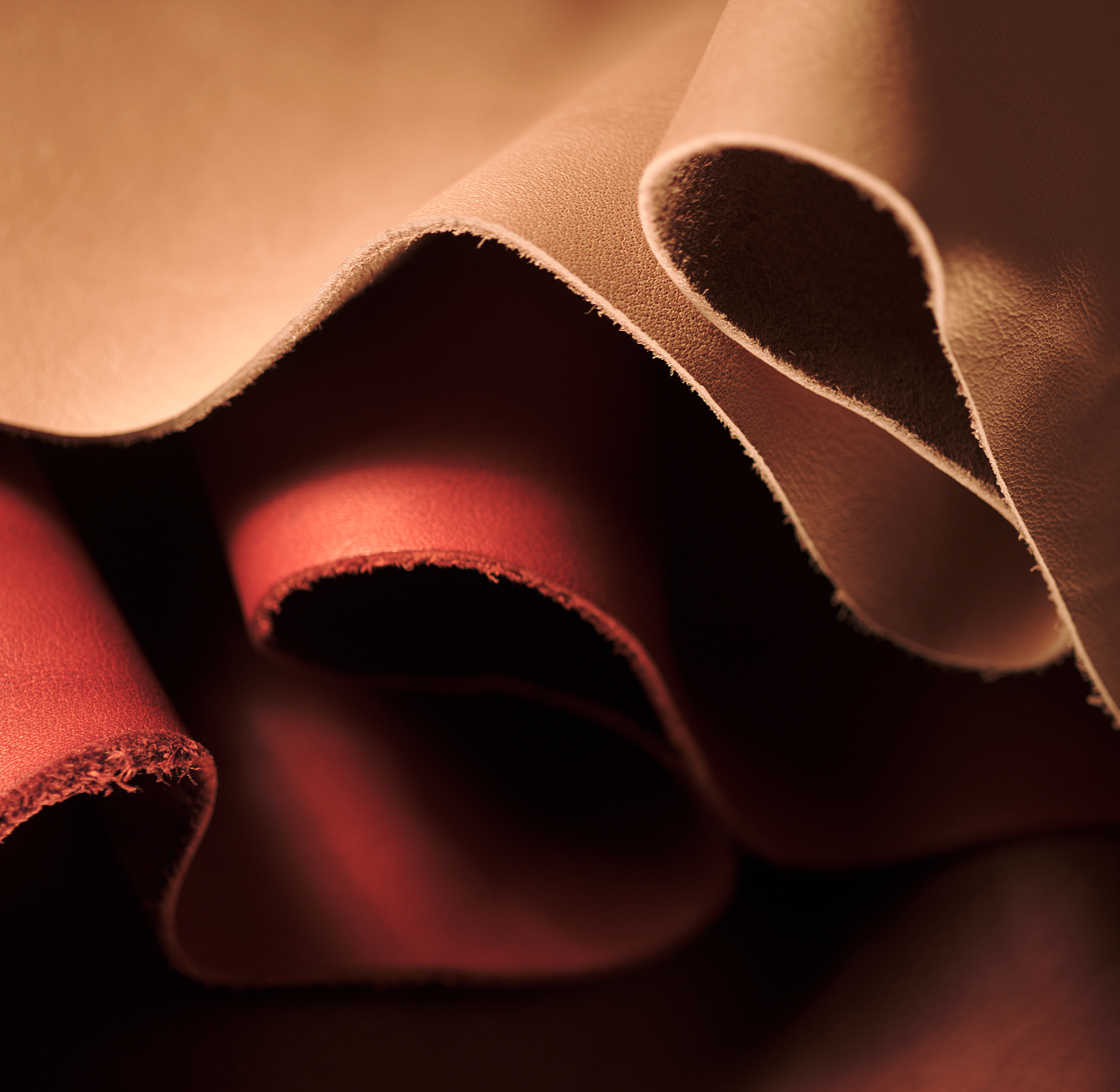
Futterleder

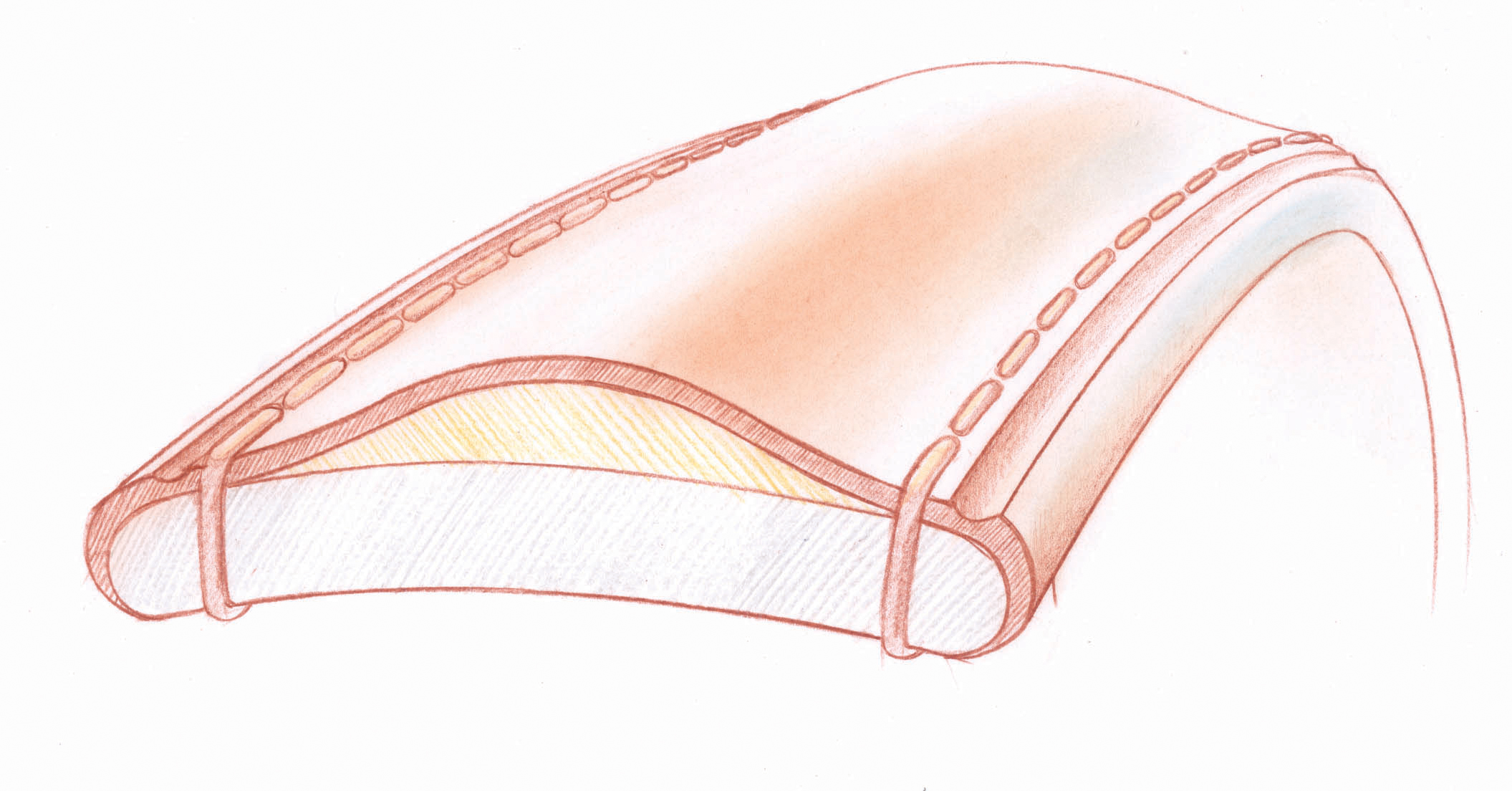
HIRSCH Rembordier-Technologie

Die Ästhetik und Lebensdauer eines Armbandes sowie der Tragekomfort hängen stark von den verwendeten Rohmaterialien ab.

##### Oberleder
Das Oberleder ist die sichtbare Seite des Armbandes. Für die Herstellung von Lederarmbändern werden daher meist Tierhäute hoher Qualität verwendet. Der jeweiligen Tierart entsprechend gelangen unterschiedliche Hautabschnitte zur Verarbeitung.

##### Futterleder
Das Futterleder ist die Innenseite des Armbandes. Die Qualität des Futterleders ist entscheidend für die Lebensdauer des Bandes. Durch das Tragen auf der Haut ist das Armband ständig Feuchtigkeit, Abrieb, Parfums, Cremen und Transpiration ausgesetzt. Diese Faktoren verursachen die Entgerbung des Leders, was wiederum eine Verhärtung bzw. sogar das Brechen des Leders bewirken kann. Für Personen mit Hautallergien bieten Armband-Hersteller Lederarmbänder mit No-Allergy-Beschichtung auf der Futterlederseite an.

#### Verarbeitungstechniken von Lederarmbändern

##### Rembordé-Verfahren

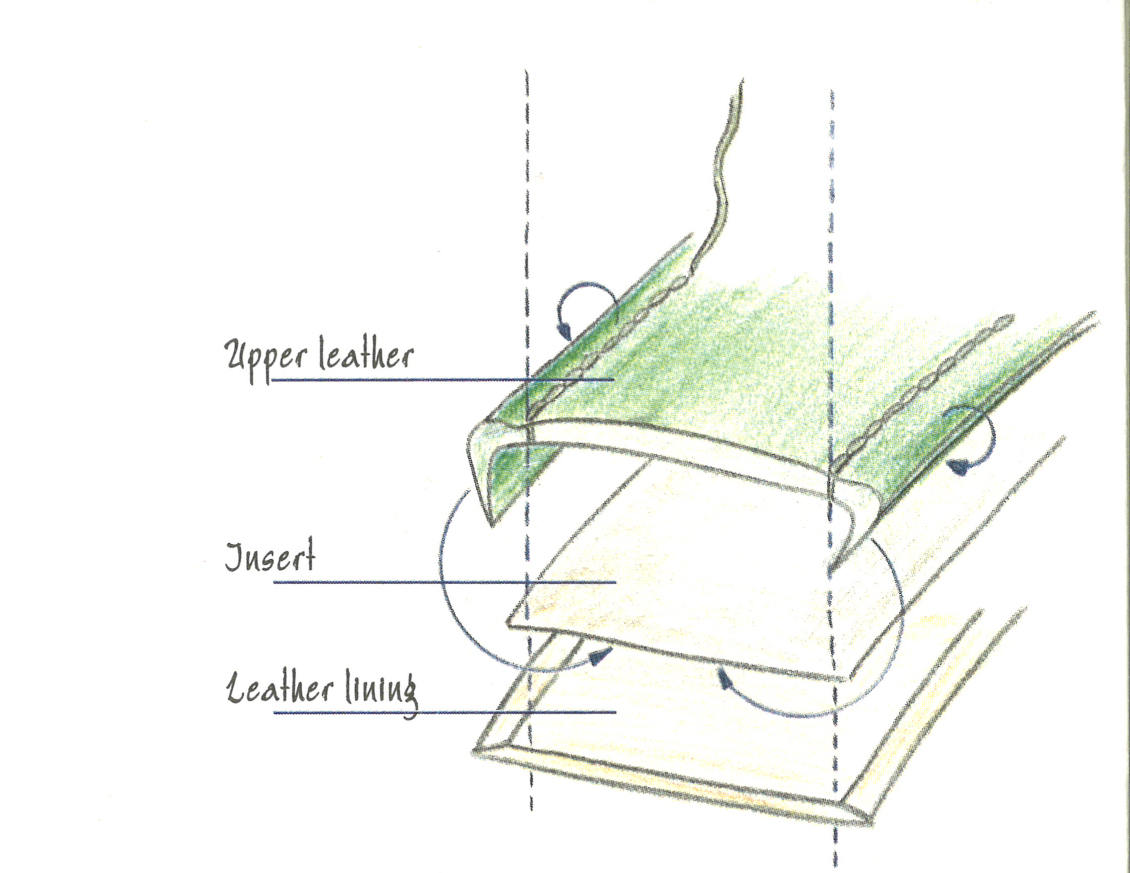
Turned Edge Technologie (Swiss Rembordé)

Das so genannte Rembordieren bietet die Vorteile geschlossener Seitenkanten, einen unsichtbaren Lederübergang sowie optimalen Schutz vor dem Eintritt von Substanzen wie Wasser, Schweiß, Parfum, Sonnenöl oder Lösungsmitteln. In einem speziellen Produktionsverfahren wird das Oberleder um die Kanten des Futterleders gelegt und unter einer definierten Kombination von Wärme und Druck mit diesem fugenlos und fasertief verklebt.

##### Turned Edge Technology
Bei der Turned Edge Technology wird das Oberleder über das Inlay geschlagen. Das Futterleder wird dann an der Unterseite des Inlays angebracht und mit dem Oberleder vernäht.

##### Cut Edge Technology (Coupé Franc)

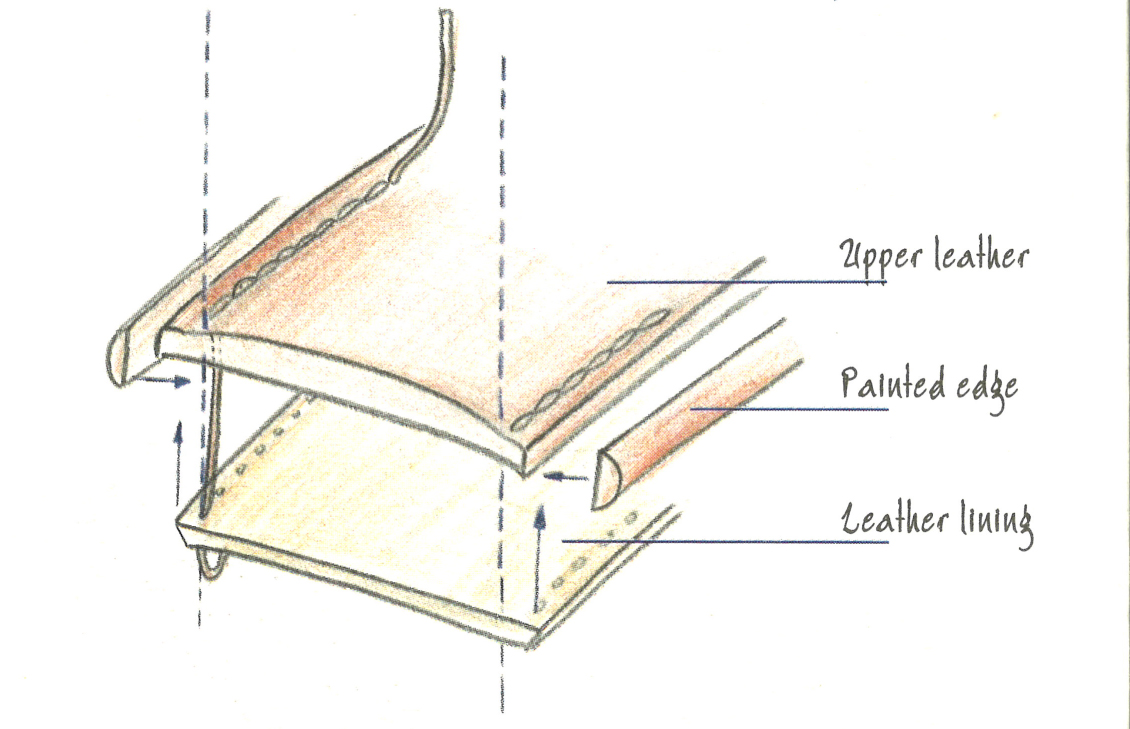
Coupé Franc (cut edge)

Die schnittkantige Verarbeitung (Coupé Franc) repräsentiert eine traditionelle Methode Uhrenarmbänder herzustellen. Ober- und Futterleder werden miteinander verbunden, die Kanten offen gelassen. Die Schnittkanten werden mit Lack versiegelt.

#### Aufbau von Leder-Uhrenarmbändern
1. Riegelnaht hinter der Schließe
2. Sicherheitsstich auf der Schlaufe
3. Polster
4. Umschläge
5. Sicherheitsrückstich
6. Schließe
7. Prägestrich auf der Schlaufe
8. Kontrastlack (modellabhängig)

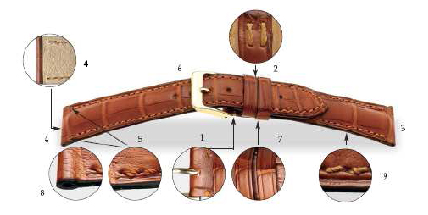
Aufbau von Uhrenarmbändern

9. Sattelnaht und markante Strichprägung (modellabhängig)

Ein wichtiger Teil des Armbandes ist der so genannte Ansatz. Das ist jener Teil, der das Armband auf beiden Seiten über die Federstege am Uhrengehäuse verbindet. Ein flexibles System zur fugenlosen Verbindung von Armband und Uhr ist der so genannte Leonardo-Ansatz – ein integrierter Ansatz im Gegenteil zum geraden Ansatz. Als Schließe wird meistens entweder eine Stiftschließe (synonym Dornschließe) oder eine Faltschließe verwendet.

### Aufbau von Uhrenarmbändern aus Edelstahl

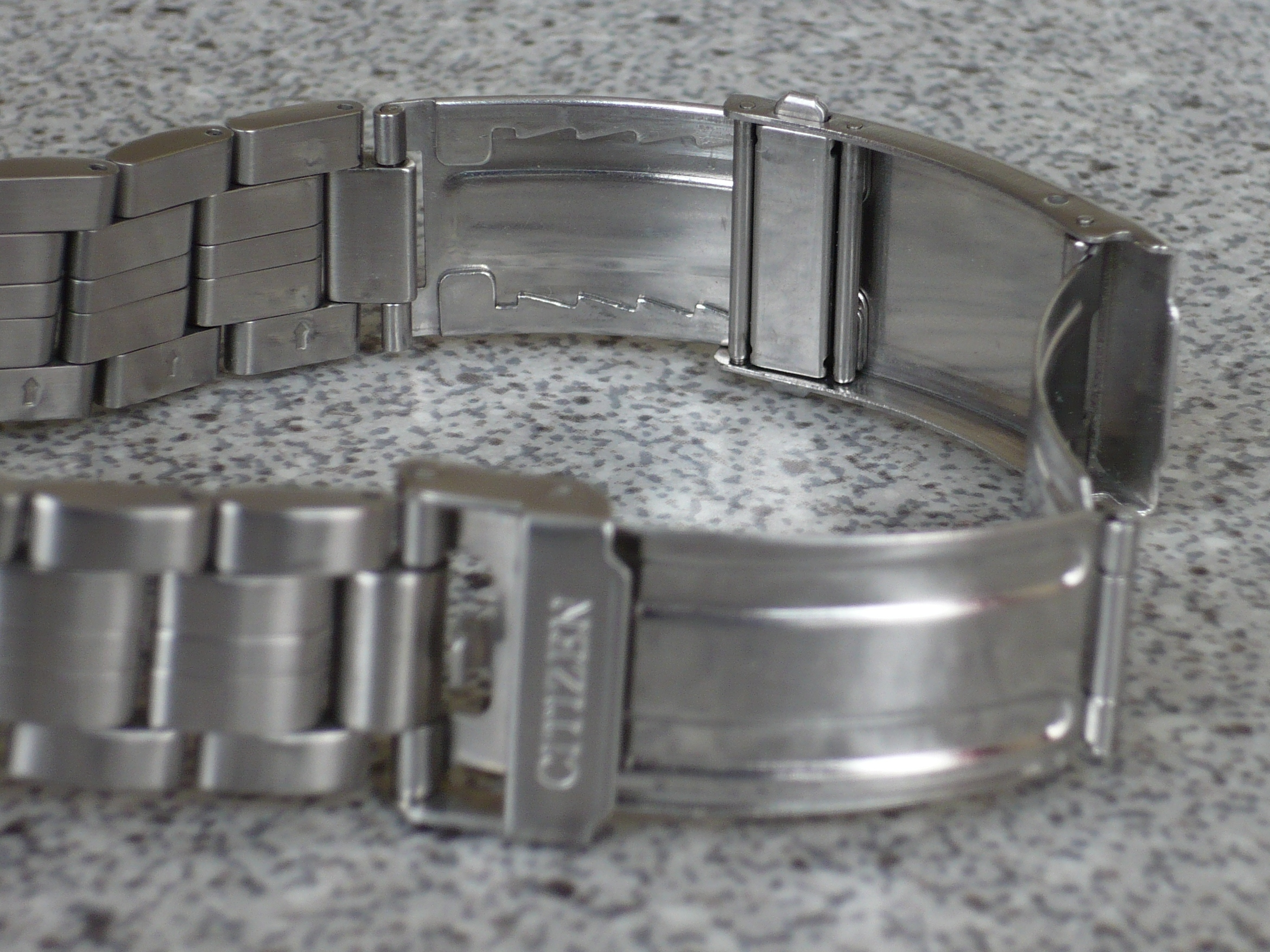
Metall-Armband mit Faltschließe

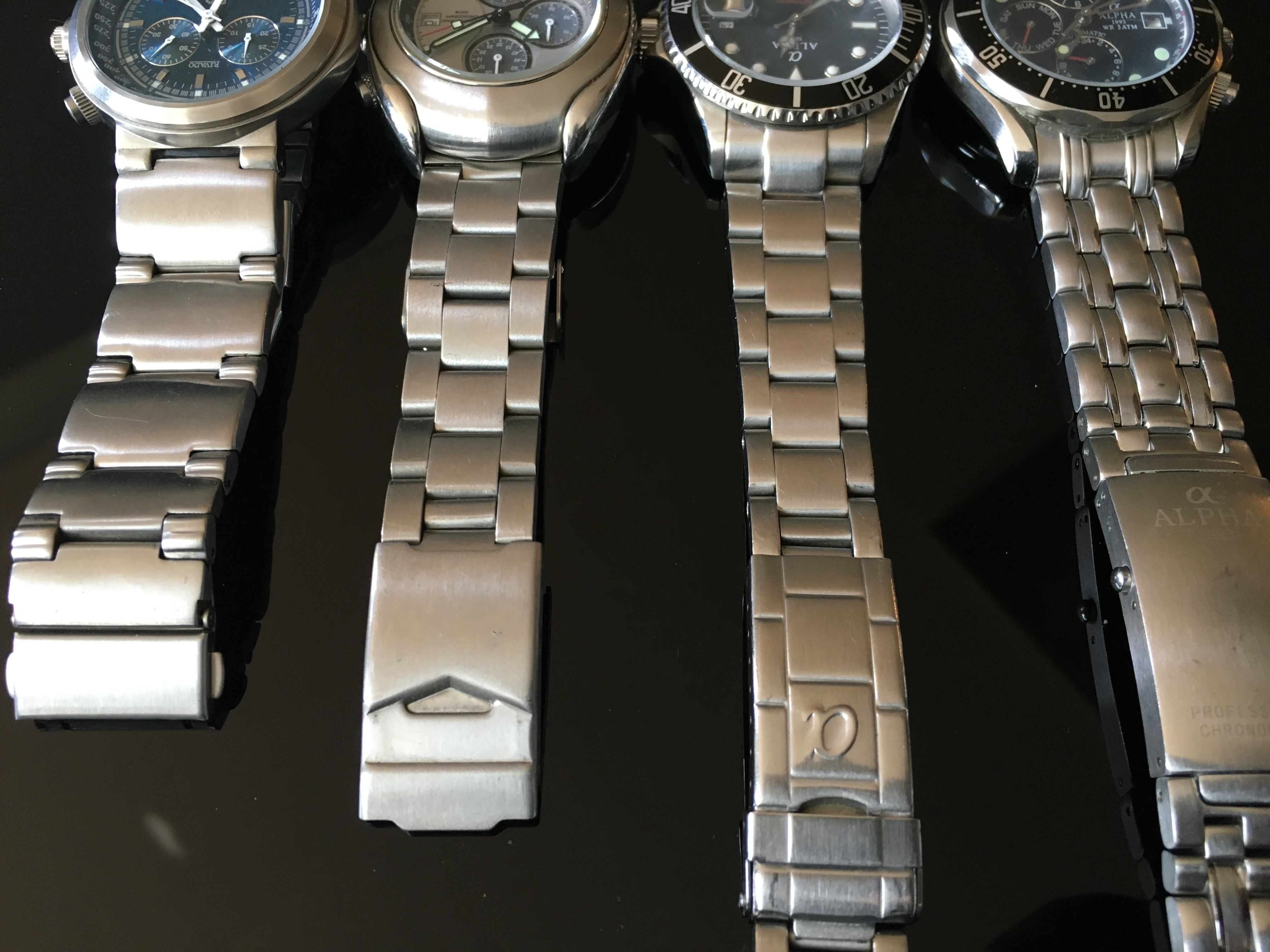
Vier analoge Armbanduhren für Herren mit verschiedenen Varianten eines Edelstahl-Gliederarmbandes, wobei die beiden inneren Bänder dem (mit leichten Variationen) meistverbreiteten Design entsprechen

Rostfreier Stahl („Edelstahl“) gehört zusammen mit Leder zu einem der am häufigsten für Uhrenarmbänder genutzten Materialien. Dieses kann von sehr hochwertig, bis hin zu einer soliden und günstigen Qualität verarbeitet sein. Für das flexible Armband werden einzelne Gliedelemente aus dem starren Material beweglich miteinander verbunden. So kann das Armband sich dem Handgelenk anpassen. Diese nennt man auch Zugarmbänder. Der Aufbau eines Edelstahl-Uhrenarmbandes unterscheidet sich von dem eines Lederarmbandes grundsätzlich im verarbeiteten Material sowie dem Schließmechanismus.
Während bei Lederarmbändern häufig die klassische Dornschließe verwendet wird, ermöglichen Materialien wie Metall oder Edelstahl den Einsatz verschiedener Arten von Armbandschließen. Die meistgenutzte Verschlussart ist die einfache Faltschließe. Diese öffnet das Armband nicht vollständig, sondern klappt es an Scharnieren befestigt auf. Zu den weiteren Verschlussarten gehören unter anderem die Butterfly-Faltschließe, die Kipp-Faltschließe und die Klemmschließe. Im Gegensatz zum Lederarmband hat dies den Vorteil, dass beim Material des Uhrenarmbandes keine Abnutzungserscheinungen auftreten und das An- und Ablegen der Armbanduhr leichter fällt. Bei besonders hochwertigen Uhren kann das Material der Faltschließe auch aus Titan, Gold oder Platin gefertigt sein.
Ist bei Lederarmbändern die Größeneinstellung per Dornschließe und Lochung möglich, so werden bei Edelstahl-Uhrenarmbändern einzelne Glieder hinzugefügt oder entfernt, um somit die gewünschte Größe zu erhalten. Das Herausnehmen von Gliedern verkürzt das Uhrenarmband, das Hinzufügen vergrößert die Länge des Armbandes.